# Vermetus
Vermetus, w języku polskim robacznik – rodzaj morskich ślimaków z rodziny Vermetidae, charakteryzujących się niezwykłym wyglądem i obyczajami. Młode robaczniki nie różnią się od innych ślimaków – są zwierzętami wolnożyjącymi i mają stożkowatą, spiralną muszlę. Wkrótce jednak przytwierdzają się do podłoża za pomocą wapiennej wydzieliny, zmieniając tryb życia na osiadły. Budowana od tego momentu część muszli przyjmuje postać nieregularnie powyginanej rurki, tak podobnej do domków wieloszczetów osiadłych, że w przypadku skamieniałości niejednokrotnie nie jest możliwa identyfikacja budowniczego schronienia. Długość muszli wynosi do 10 cm.
Podobnie oryginalny jest sposób zdobywania pożywienia przez robacznika – wytwarza on rodzaj sieci z osiągających nawet 30 cm długości pasm śluzu, produkowanego przez znajdujące się na nodze gruczoły. Do sieci tej przylepia się zarówno drobny plankton, jak i detrytus. Następnie jest ona zgarniana przez łowcę i zjadana wraz z „połowem”.
Miejscem występowania robaczników są przybrzeżne wody wszystkich mórz oprócz stref okołopolarnych. Do rodziny Vermetidae należy również kilka innych, podobnie wyglądających rodzajów ślimaków.

## Gatunki
Do rodzaju należą następujące gatunki:

- Vermetus adansonii Daudin, 1800
- Vermetus afer (Gmelin, 1791)
- Vermetus annulus Rousseau, 1843
- Vermetus balanitintinnabuli Mörch, 1862
- Vermetus bieleri Scuderi, Swinnen & Templado, 2017
- Vermetus biperforatus Bieler, T.M. Collins, Golding & Rawlings, 2019
- Vermetus carinatus Quoy & Gaimard, 1834
- Vermetus cristatus K. Martin, 1879 †
- Vermetus dentiferus Rousseau, 1844
- Vermetus didymus Pezant, 1911 †
- Vermetus dijki K. Martin, 1884 †
- Vermetus enderi Schiaparelli, 2000
- Vermetus giganteus K. Martin, 1879 †
- Vermetus granulatus (Gravenhorst, 1831)
- Vermetus imbricatus F. Sandberger, 1859 †
- Vermetus javanus K. Martin, 1879 †
- Vermetus periscopium Barnard, 1963
- Vermetus praestigiosus (Rovereto, 1904) †
- Vermetus reticulatus Quoy & Gaimard, 1834
- Vermetus sansibaricus Thiele, 1925
- Vermetus tonganus Quoy & Gaimard, 1834
- Vermetus trilineatus Guppy, 1867 †
- Vermetus triquetrus Bivona e Bernardi, 1832
- Vermetus turonius Rousseau, 1844
- Vermetus vitreus Kuroda & Habe, 1972